# Апшерон (гостиница)
Апшерон (азерб. Abşeron) — гостиница в столице Азербайджана, в городе Баку, описывающаяся как «впечатляющий отель».
Его двадцатиэтажное здание располагает 243 номерами (на 9, 11, 12 и 14-м этажах гостиницы имеются одноместные и двухместные номера, а также номера-люксы). Находится под руководством компании JW Marriott.
Гостиница расположена на площади Свободы, недалеко от Приморского бульвара.

## История
Гостиница была построена по плану архитектора Микаэля Усейнова и сдана в эксплуатацию в 1985 году. Проект сооружения отражал новые тенденции развития азербайджанской советской архитектуры. Реконструирована в 1999 году. Имела гостиница 16 этажей и 343 комнат. В оформлении гостиницы принимал участие народный художник СССР Микаил Абдуллаев.
В 2009 году здание гостиницы было снесено, а на её месте построено новое, 20-этажное. Открытие нового здания гостиницы состоялось в 2012 году. Новая гостиница имеет 243 номера.

## Галерея

Старое здание гостиницы в конце 2008 года
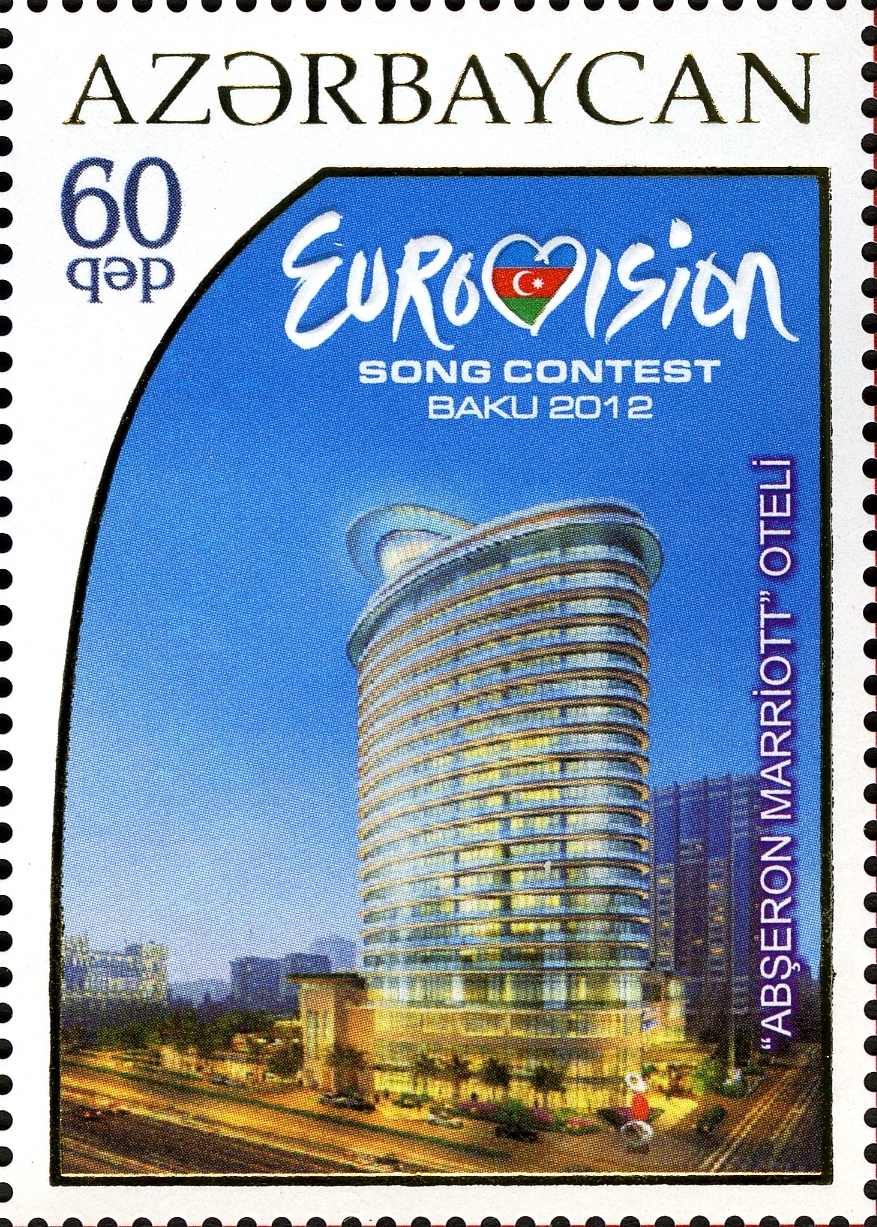
Почтовая марка Азербайджана, 2012